# Eupilaria melanoptera
Eupilaria melanoptera är en tvåvingeart som beskrevs av Alexander 1972. Eupilaria melanoptera ingår i släktet Eupilaria och familjen småharkrankar. Inga underarter finns listade i Catalogue of Life.